# مهرگان (مجله)
مهرگان مجله‌ای بود که از اواخر دهه ۱۳۲۰ به بعد در تهران منتشر می‌شد. این مجله تحت نظر ارگان لیسانسیه‌های دانشسرای عالی بود.

## انتشار
این مجله به صورت هفتگی و با قطع روزنامه منتشر می‌شد. صاحب امتیاز آن محمد درخشش و سردبیرش عبدالحسین زرین کوب بود. جلال آل احمد مدتی مدیر داخلی مجله بود. این نشریه در برابر حزب توده به موضع‌گیری‌های دقیق سیاسی می‌پرداخت و همین سوابق باعث شد درخشش در زمان نخست‌وزیری علی امینی به سال ۱۳۴۱ به وزارت فرهنگ برسد.
کتاب دو قرن سکوت ابتدا به‌صورت پاورقی در این مجله منتشر شد.
انتشار این مجله بعدها در خارج از کشور به سردبیری ستاره درخشش ادامه یافت.